# Johann Jakob Busch
Johann Jakob Busch, auch Johann Jacob Busch (* 21. April 1727 in Marburg; † 20. Januar 1786 ebenda) war ein deutscher Mediziner und Hochschullehrer.

## Leben
Nach der Promotion zum Dr. med. an der Universität Marburg im Jahr 1764 arbeitete Busch zunächst in Marburg als Stadt- und Landphysicus, ab 1765 auch als Garnisonsmedicus. Im Oktober 1765 wird er dritter ordentlicher Professor an der Medizinischen Fakultät der Marburger Universität. Ab 1767 war er auch Physicus des Deutschen Ordens in Marburg. Zweiter Ordentlicher Professor der Medizin wird er dann 1878, Professor primarius schließlich im Jahr 1783. Seine Hauptlehrgebiete waren Anatomie, Chirurgie, Physiologie, Pathologie, Entbindungskunst, Frauen- und Augenheilkunde. Zwischen 1770 und 1785 war er mehrfach Dekan der Medizinischen Fakultät.
Sein Sohn ist der Mediziner Johann David Busch, sein Enkel der Chirurg Dietrich Wilhelm Heinrich Busch. Er war wie diese Freimaurer und gehörte den Marburger Logen Zu den drey Löwen und Zum gekrönten Löwen an.